# Agave salmiana var. ferox
Variété
Synonymes
- Agave bonnetiana Peacock ex Baker[2]
- Agave ferox K.Koch[2]
- Agave ragusae A.Terracc.[2]

Agave salmiana var. ferox est une variété de plantes à fleurs de l'espèce Agave salmiana appartenant au genre Agave et à la famille des Asparagaceae (sous famille des Agavoideae).
Elle est très proche de l'espèce type en termes de description et de mode de culture.
Elle s'en différencie par des feuilles encore plus épaisses et rigides, un aiguillon terminal (jusqu'à 8 cm) et des épines latérales encore plus acérées . C'est aussi ce qui lui a valu son nom.